# Leandro Alberti
Leandro Alberti (1479-1552) fue un religioso, historiador y escritor de Italia.

## Biografía
Leandro emprendió la carrera eclesiástica y era dominico y provincial de su Orden, de una familia originaria de Florencia, erudito quien escribió vidas de santos y otras obras de piedad y sobre Bolonia, su ciudad de nacimiento, y en colaboración alguna de ellas con Lucio Caccianemici quien la amplió con algunos suplementos.
Leandro estudió bellas letras en Bolonia con Giovanni Garzoni y también estudió filosofía y teología, con V. Barratero y Paolo da Montecelli, y S. Prierio, para luego retornar a las humanidades en especial la historia, y después de estar en el Reino de Nápoles y Francia regresa a Italia, 
Leandro también compuso entre otros trabajos, una crónica de las principales familias de Bolonia, una descripción de toda Italia, obra curiosa llena de investigaciones, pero carente de crítica, obras en latín y dos escritos insertados en un libro de Contarini, apellido de una de las familias más antiguas de Venecia.

## Obras
- De viris iluustribus Ordinis Pradicatorum...., 1517.
- Vita della B. Colomba da Rieti..., 1521, in-4º.
- Vita Joachimi abbatis florensis..., Venice, 1527.
- Chronichetta della gloriosa Madonna di S.Luca della monte della Guardia,..., 1539, in-4º.
- Chronique des principales familles de Bologne, Vicenze, 1592, in-4º.
- Description de toute d'Italia, Bologne, 1550.
- Diatriba de incrementis dominii venetii et de claras viris reipublicae venetae
- Vita S. Raymundi Penaforti
- Vita B. Jordani Saxonis
- Historia italica lingua..
- Commentari istoricii di Carlo duca di Borgogna
- Vita Hieronimy Albertutii
- Vita S. Hyacinthi
- Otras